# Nhà thờ chính tòa Ourense
Nhà thờ chính tòa Ourense (Catedral de Ourense hoặc Catedral do San Martiño) nằm ở Ourense phía tây bắc Tây Ban Nha. Để cung hiến Martin of Tours, nhà thờ được thành lập năm 550. Kiến trúc đầu tiên được khôi phục bởi Alonso el Casto. Kiến trúc hiện nay chủ yếu là kiến trúc Gothic với sự khuyên góp của Giám mục Lorenzo năm 1220.